# Мерянски език
Мерянският език е мъртъв угро-фински език, говорен от племето меряни по земите на днешна Ярославска област на Русия.
По името можем да съдим, че е бил близък до марийския език, но освен географски имена няма никакви запазени сведения и думи от този език. Изчезва през средните векове.